# Experta en crisis
Experta en crisis (títol original, en anglès: Our Brand is Crisis) basada en el documental de títol homònim emès en 2005. Dirigida per David Gordon Green, protagonitzada per Sandra Bullock i Billy Bob Thornton i produïda per George Clooney i Grant Heslov a través de la seva companyia productora Smokehouse Pictures. El guió ha estat escrit per Peter Straughan. L'argument se centra en l'ocupació de campanyes polítiques nord-americanes a les eleccions de l'Amèrica del Sud. Va ser presentada al Festival de Cinema de Toronto l'11 de setembre del 2015. Ha estat doblada al català.

## Repartiment
- Sandra Bullock com Jane Bodine.
- Billy Bob Thornton com Pat Candy.
- Scoot McNairy com Buckley.
- Anthony Mackie com Ben.
- Joaquim d'Almeida com Pedro Castillo.
- Zoe Kazan com LeBlanc.
- Ann Dowd com Nell.
- Reynaldo Pacheco com Eddie.

## Argument
El candidat a la presidència de Bolívia, molt baix en els sondejos, decideix contractar un equip d'assessors nord-americans liderat per la deteriorada però encara magnífica estrateg "Calamity" Jane Bodine. En el seu retir autoimposat després de l'escàndol que li va procurar el seu sobrenom i que va sacsejar fins al més profund del seu ésser, Jane és persuadida per tornar al joc per tenir l'oportunitat de vèncer al seu pitjor enemic, l'odiós Pat Candy, qui ara assessora l'oposició. Però mentre Candy es concentra en cada punt feble - tant dins com fora del recorregut de la campanya- Jane es bolca en una crisi personal tan intensa com la que el seu equip aprofita per augmentar les xifres a nivell nacional.

## Producció
El 21 d'agost de 2014 va anunciar que Sandra Bullock seria la protagonista de la cinta i que David Gordon Green seria en encarregat de dirigir-la. L'11 de setembre de 2014 va fer públic que l'actor Scoot McNairy s'unia al repartiment. A mitjans del mes de setembre Anthony Mackie es va incorporar a l'elenc. L'actriu de la sèrie de televisió Leftovers Ann Dowd es va unir a la producció el 24 de setembre de 2014. el 10 d'octubre es va comunicar que els actors Joaquim d'Almeida i Zoe Kazan s'incorporaven a la pel·lícula. el 13 d'octubre es va informar que la productora Participant Mitjana també finançaria el film.

## Rodatge
La filmació va començar de forma oficial el 13 d'octubre de 2014 a Nova Orleans. El 22 de setembre Sandra Bullock va ser fotografiada en el set de rodatge amb una perruca rossa. La cinta va ser gravada en diferents localitzacions de Puerto Rico i Bolívia.

## Recepció

### Taquilla
Experta en crisi va ser estrenada el 30 d'octubre del 2015 a Amèrica del Nord. Durant el seu primer dia en exhibició va sumar $ 1,1 milions convertint-se en la vuitena opció més vista de la jornada. Projectada en 2.202 sales la recaptació en el seu primer cap de setmana va ser de $ 3,2 milions, quedant per darrere de Paranormal Activity: The Ghost Dimension i per davant de Crimson Peak. Actualment és la pitjor estrena de tota la carrera de Sandra Bullock -en més de 1.500 cines-, anteriorment ostentat per la comèdia romàntica Cors robats (1996). Fins a la data ha acumulat $ 7 milions en Estats Units i Canadà. El pressupost estimat invertit en la producció va ser de $ 28 milions.
La seva distribució internacional va ser limitada sent estrenada directament en el mercat del DVD en nombrosos territoris, entre ells Espanya. Fora de les fronteres d'Amèrica del Nord va sumar $ 1,5 milions sent República de la Xina el mercat més rellevant.

### Resposta crítica
Experta en Crisi va rebre crítiques mixtes. El film té un 35% de comentaris positius en Rotten Tomatoes basat en 147 comentaris amb una mitjana del 5.3 sobre 10 amb el següent consens: "Experta en crisi ofereix un entreteniment esporàdic i es beneficia d'un repartiment amb talent, però finalment no té molt a aportar al gènere de la sàtira política ". Metacritic, que assigna una mitjana ponderada, va atorgar a la pel·lícula un 53% de comentaris positius, basat en 35 crítiques. Peter Travers de Rolling Stone li otrogó 3 estrelles sobre 4, assenyalant que "aquesta volta de rosca sobre unes eleccions reals és un oportú atac a les bufonesques campanyes polítiques actuals ". Peter Debruge de Variety va opinar que" tal com la interpreta Sandra Bullock, l'assessora política Jane Bodine és fàcilment un dels millors papers femenins dels últims 10 anys ". A Espanya Adrián Penya de Fotogramas va escriure que "el film es torna en una hilarant i gamberra competició de gags, a qual millor, en què Sandra Bullock surt com la gran triomfadora, està pletòrica en el paper de consultora política sense escrúpols".